# Тянак, Отт
Отт Тя́нак (эст. Ott Tänak; род. 15 октября 1987 года, Кярла, Эстонская ССР, СССР) — эстонский раллийный автогонщик, пилот команды Hyundai Motorsport, чемпион мира по ралли 2019 года, вице-чемпион 2022 года, кроме того четырежды занимал третье место по итогам сезона (2017, 2018, 2020, 2024). Первый чемпион мирового первенства из Восточной Европы, и из постсоветской страны в частности. С 2017 года выступает в паре с Мартином Ярвеоя.
Кавалер эстонского ордена Белой звезды 3 класса.

## Карьера

### Ранний период

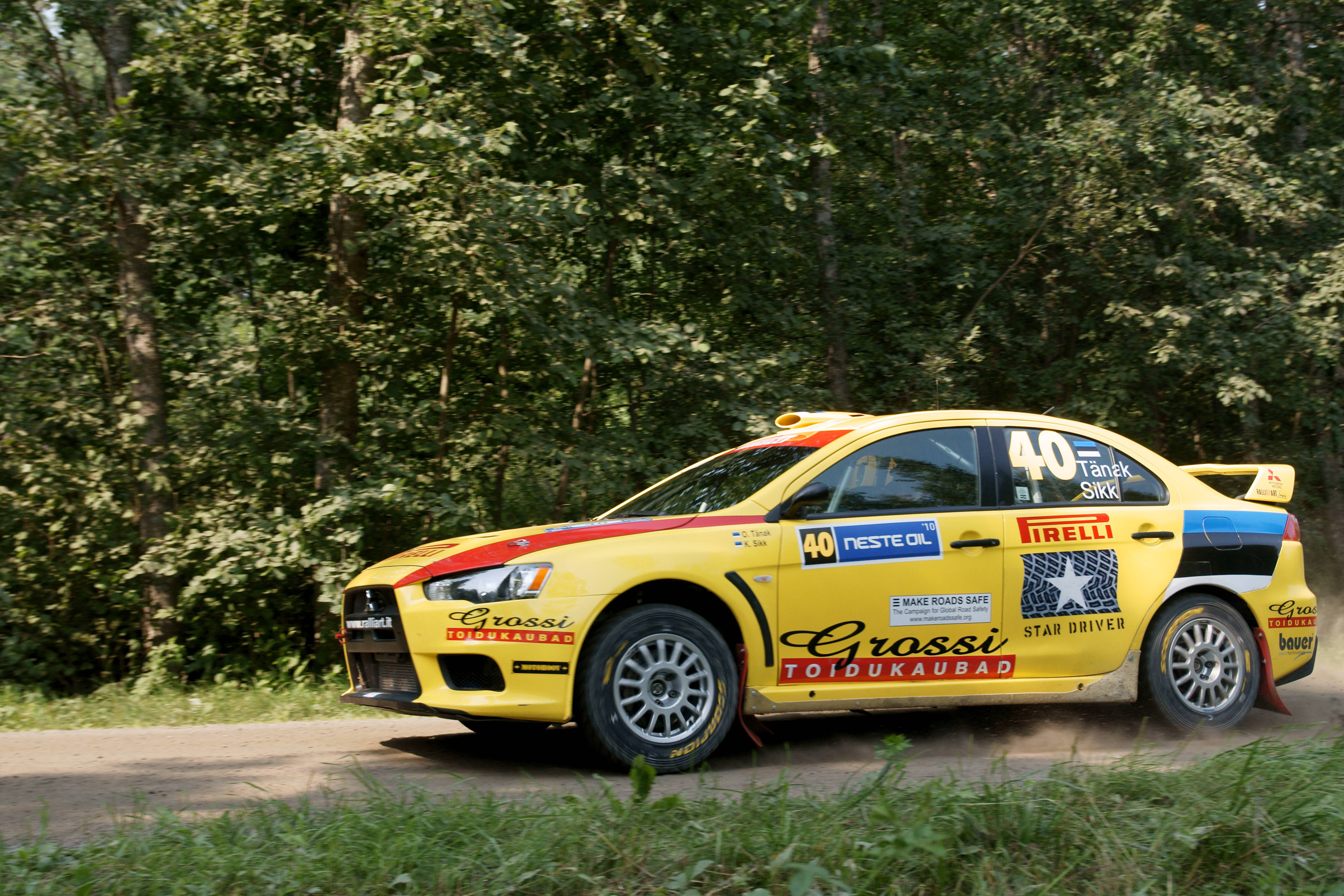
Тянак на Ралли Финляндии 2010

Отт родился в посёлке Кярла на острове Сааремаа. Автоспортом начал заниматься под руководством отца в 2001 году, еще будучи учеником школы. В 2007-м стал дипломированным автомехаником. Тогда же его заметил и взял под свою опеку известный эстонский гонщик Маркко Мартин. Именно в составе его команды MM Motorsport Тянак стал чемпионом Эстонии по ралли в 2008 и 2009 годах.
В 2009 году на Ралли Португалии состоялся дебют эстонца в чемпионате мира и он занял 20 место в генеральной классификации. В этом же году Отт победил на небольшом европейском турнире Pirelli Star Driver. Это позволило ему в следующем сезоне выступить на шести этапах в категории поддержки мирового первенства PWRC, соревнуясь за юниорскую команду Pirelli на машине Mitsubishi Lancer Evo X. Тянак провёл сезон не слишком стабильно и чередовал сильные выступления с многочисленными авариями и ошибками, но сумел продемонстрировать свой высокий потенциал и приличную скорость.
В 2011 году эстонец перешёл в более высокую категорию SWRC и занял по итогам сезона второе место с тремя победами. Перед финальной гонкой он отставал от Юхи Ханнинена всего на три очка, но уже в самом начале этапа повредил подвеску об камень и смог приехать только шестым, а финн одержал победу и в гонке, и в чемпионате. Тем не менее сезон был успешным и это позволило ему в том же году дебютировать на машине высшей категории на Ралли Великобритании, заняв в итоге шестое место. А на 2012 год он уже заключил полноценный контакт с командой M-Sport Ford WRT.

### Сезон 2012
Тянак был единственным пилотом M-Sport, который участвовал за неё во всех этапах чемпионата мира (его основным напарником был россиянин Евгений Новиков, проехавший за команду 12 гонок, но на Ралли Испании он выступал за частный коллектив  Autotek Motorsport; еще несколько гонщиков участвовали на отдельных этапах). На Ралли Швеции эстонец впервые одержал победу на спецучастке: это был СУ Hagfors Sprint протяженностью всего 1,87 км (чуть позже при повторном прохождении он вновь был быстрейшим на этом допе). Но из-за отказа двигателя ему не удалось закончить этот этап.

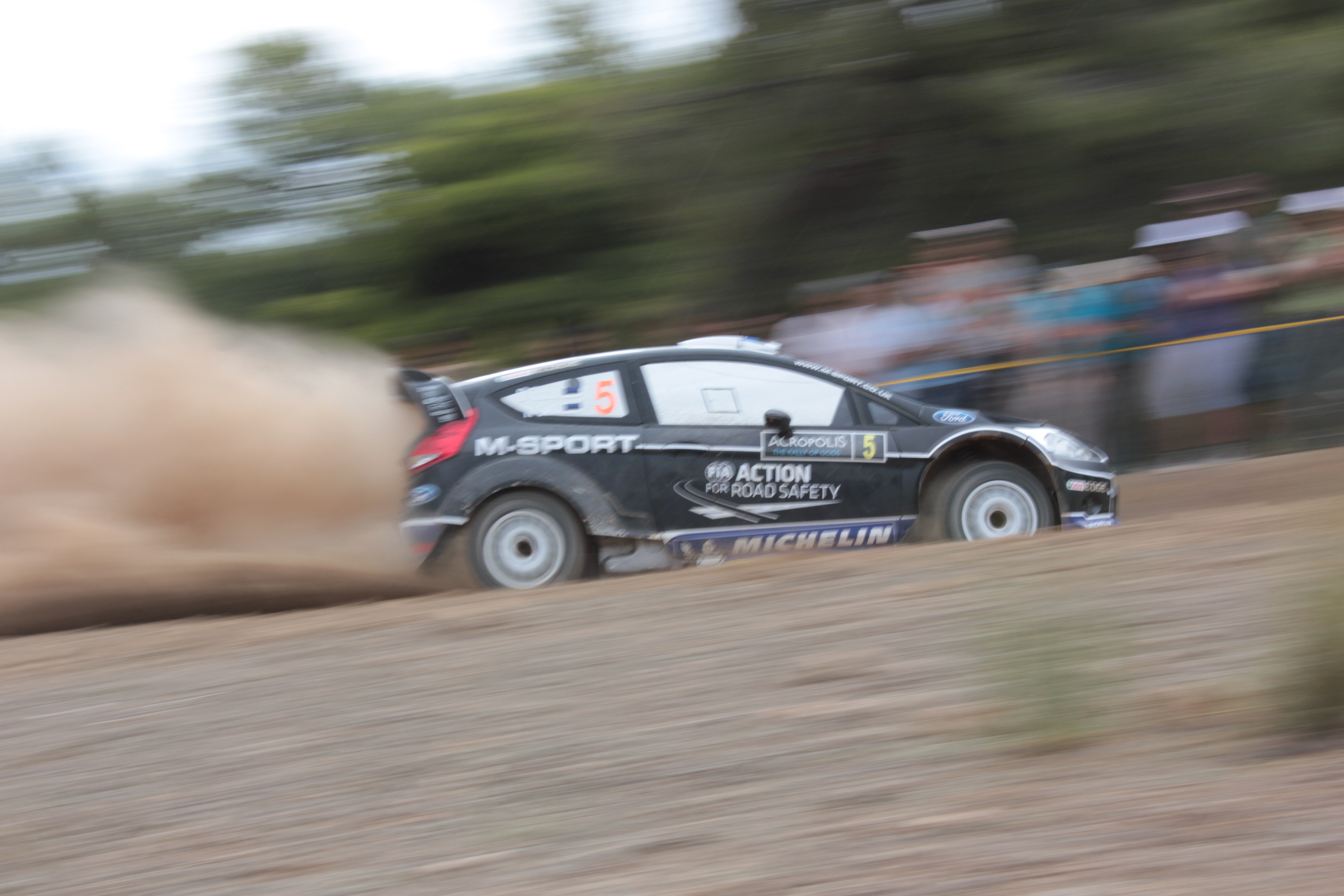
Ралли Греции

И дальше по ходу сезона эта тенденция продолжилась и весь год состоял из постоянных взлетов и падений. Так, из тринадцати этапов Тянак смог финишировать в очковой зоне только в семи, а в остальных досрочно заканчивал соревнования в результате аварий или технических неисправностей. Особенно неудачным был отрезок между Ралли Новой Зеландии и Ралли Великобритании, когда из четырех гонок в трёх Тянак попал в аварии. Но вслед за этим последовали два удачных этапа: на Ралли Франции эстонец впервые победил на Power Stage, а на Ралли Сардинии также впервые поднялся на пьедестал почёта (причём на втором месте был его русский напарник). Еще одной вехой стало первое лидирование по ходу этапа на Ралли Испании в первый день соревнований. Но сама гонка закончилась очередной аварией, на момент которой он шёл пятым в общей классификации. По итогам года Отт занял восьмое место с одним подиумом и 8 победами на спецучастках (Новиков при этом был шестым и набрал на 22 очка больше).

### 2013-2015: Выступления на национальном уровне  и возвращение в мировое первенство

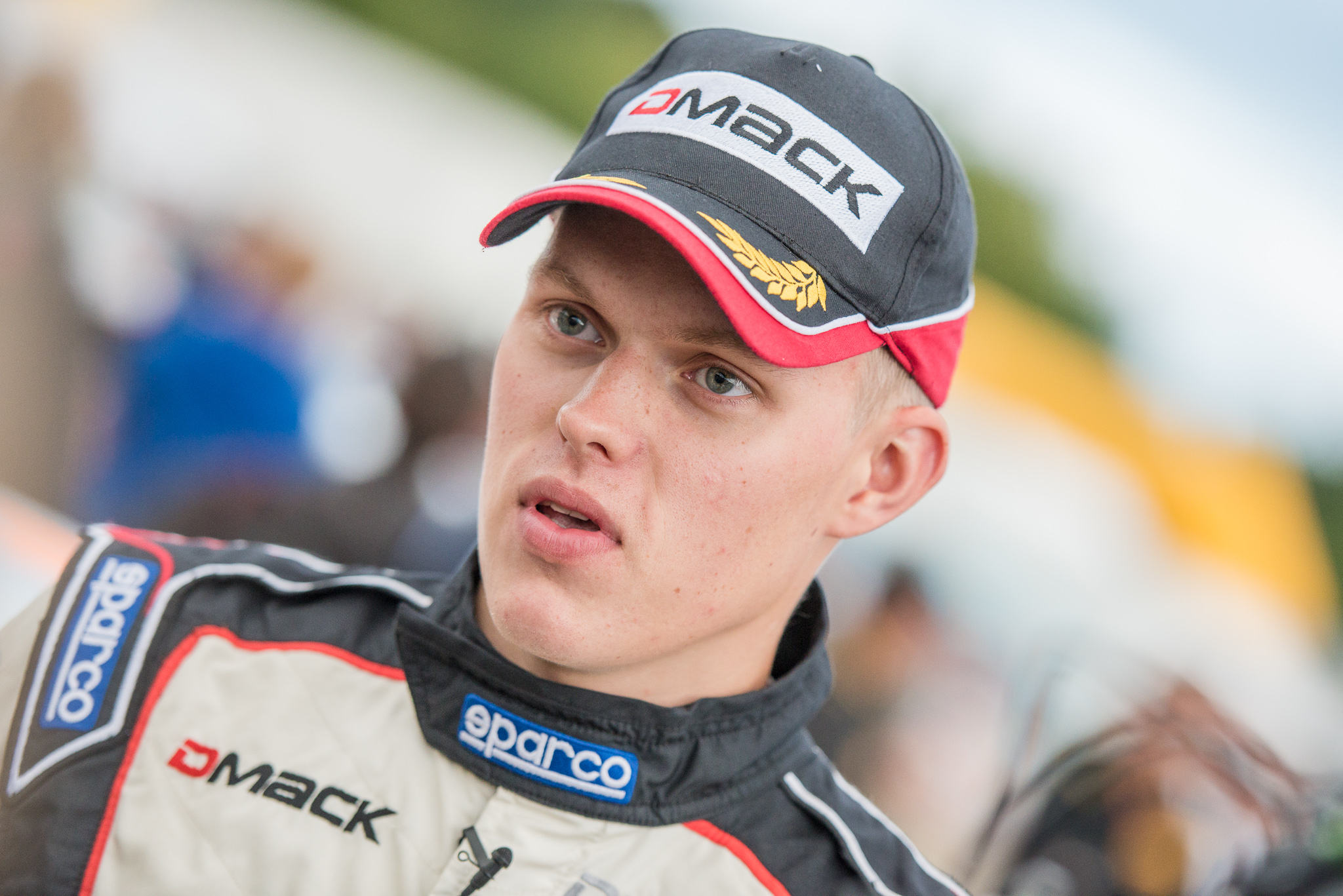
На Ралли Германии 2014

Хотя Тянак и продемонстрировал в ушедшем сезоне хорошую скорость, но частые аварии и отсутствие спонсорской поддержки лишили его места в команде на 2013 год. Как позже говорил сам Отт, в то время он был близок к тому, чтобы прекратить карьеру профессионального гонщика и даже пытался заняться бизнесом. Также он вернулся к выступлениям на национальном чемпионате, где выиграл одну гонку и по итогам сезона занял второе место позади Георга Гросса. Одновременно с этим его менеджер Маррко Мартин смог договориться с шинной компанией DMACK о том, что Тянак будет выступать в следующем году за из команду DMACK World Rally Team, которая использовала автомобили Ford Fiesta. Правда, большую часть сезона он выступал в младшем классе WRC-2 на автомобиле группы R и лишь на трёх - в старшей категории.
В это же время Тянак начал сотрудничество с новым штурманом: Кулдара Сикка сменил Райго Мёлдер. Эстонец сделал выводы из ошибок 2012 года и на этот раз выступал гораздо более аккуратно и стабильно, что привлекло внимание главы M-Sport Малкольма Уилсона и он вновь пригласил молодого пилота в свой коллектив на замену завершившего карьеру Микко Хирвонена. В этом же году Тянак впервые одержал победу на домашнем Ралли Эстонии, который в 2014 дебютировал в рамках чемпионата Европы.

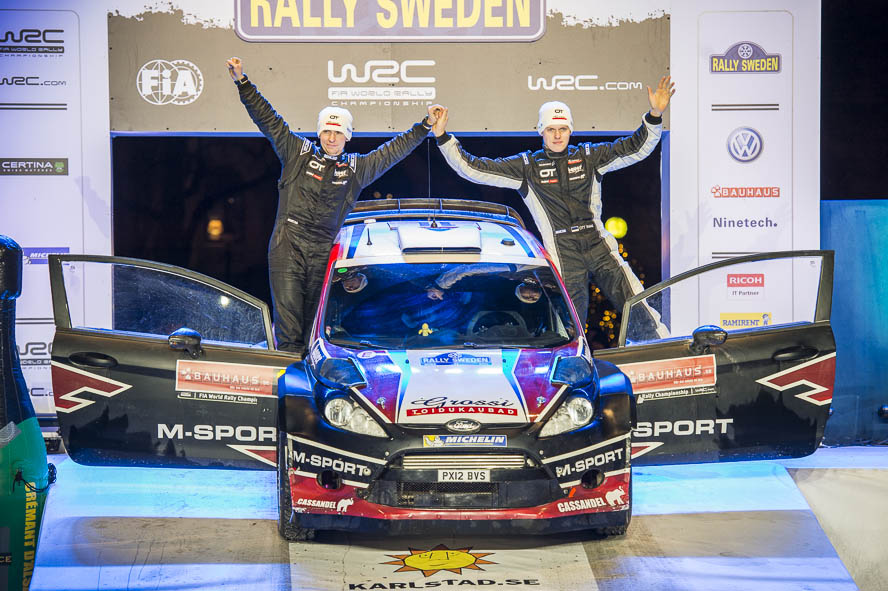
Райго Мёлдер и Отт Тянак на Ралли Швеции 2014

Напарником Отта в 2015 году стал британец Элфин Эванс, уроженец Уэльса. С началом сезона вновь вернулись старые проблемы Тянака: недостаточно стабильные выступления. Впрочем, то же самое можно было сказать и про его напарника. У них было примерно одинаковое количество сходов и финишей вне очков, правда у валлийца  было два подиума против одного у эстонца и на двадцать очков больше. На Ралли Мексики случилась одна из самых серьезных аварий в карьере Тянака: в одном из поворотов рулевое управление на его Ford Fiesta было повреждено и автомобиль вылетел с холма в озеро, затонув буквально за 15 секунд. К счастью, экипаж среагировал моментально и успел выбраться, а штурман Райго Мёлдер при этом еще и не забыл взять с собой стенограмму. Лучшего результата в сезоне Тянак добился на Ралли Польши и даже непродолжительное время был лидером этапа, но во второй части гонки сражался уже только за третье место с Яри-Матти Латвалой. И то, что ему удалось выйти победителем в этой дуэли, в то время как соперник располагал доминирующей Volkswagen Polo, давало надежды на его дальнейший прогресс. Тем не менее, на 2016 год Уилсон полностью обновил состав. Тянак вновь присоединился к шинникам из DMACK, а Эванс отправился набираться опыта в WRC-2.

### 2016: Переход на новый уровень
Новый сезон стал для эстонского гонщика во многом переломным и предопределил его дальнейший профессиональный рост. Хотя Тянак и закончил год только на восьмом месте, как и в 2012 году, но: впервые он завоевал за год два подиума, впервые поднялся на второе место, впервые реально боролся за победу до последнего дня, а также выиграл на 30 спецучастках. Шины DMACK во многом уступали конкурентам (в первую очередь Michelin) и на многих этапах Тянак стирал их до самого корда. Поэтому эстонец наилучших выступлений добился на этапах с более щадящим для покрышек покрытием. Так, на Ралли Португалии Тянак шёл на четвертой позиции пока не допустил ошибку и не вылетел с трассы.
А наиболее успешным, как и в прошлом году, для гонщика стало Ралли Польши. Отт лидировал на протяжении большей части гонки и выиграл практически половину спецучастков, но прокол колеса на предпоследнем СУ отбросил его на второе место и он уступил Андреасу Миккельсону из команды Volkswagen 26 секунд. В случае выигрыша это была бы не только первая в карьере победа для эстонца, но и для компании DMACK тоже. Несмотря на то, что Тянаку не удалось подняться на верхнюю ступеньку пьедестала, другие гонщики высоко оценили выступление молодого пилота, а Себастьен Ожье даже устроил импровизированное чествование эстонца и поднял его на плечо.
Еще одним сильным выступлением Отт отметился на Ралли Великобритании. Хотя Ожье и был лидером гонки от старта до финиша, но Тянак выиграл целых 12 спецучастков и буквально доминировал во второй половине этапа, стремительно сокращая отставание. Добраться до первой позиции все-таки не удалось и на финише их разделяло около 10 секунд, и утешительным призом для эстонского пилота стала вторая победа на Power Stage.

### 2017: Тянак становится топ-пилотом
В 2017 году и Отт Тянак, и Элфин Эванс вновь стали пилотами M-Sport, а лидером команды стал четырёхкратный чемпион мира Себастьен Ожье, которому спешно пришлось искать себе место после неожиданного ухода Volkswagen. Такой сильный напарник не только бросал молодым гонщикам новые вызовы, но и стал хорошим ориентиром и позволил по-новому посмотреть на многие вещи. Кроме того, начиная с этого сезона началось сотрудничество Тянака с новым штурманом - двадцатидевятилетним Мартином Ярвеойя.

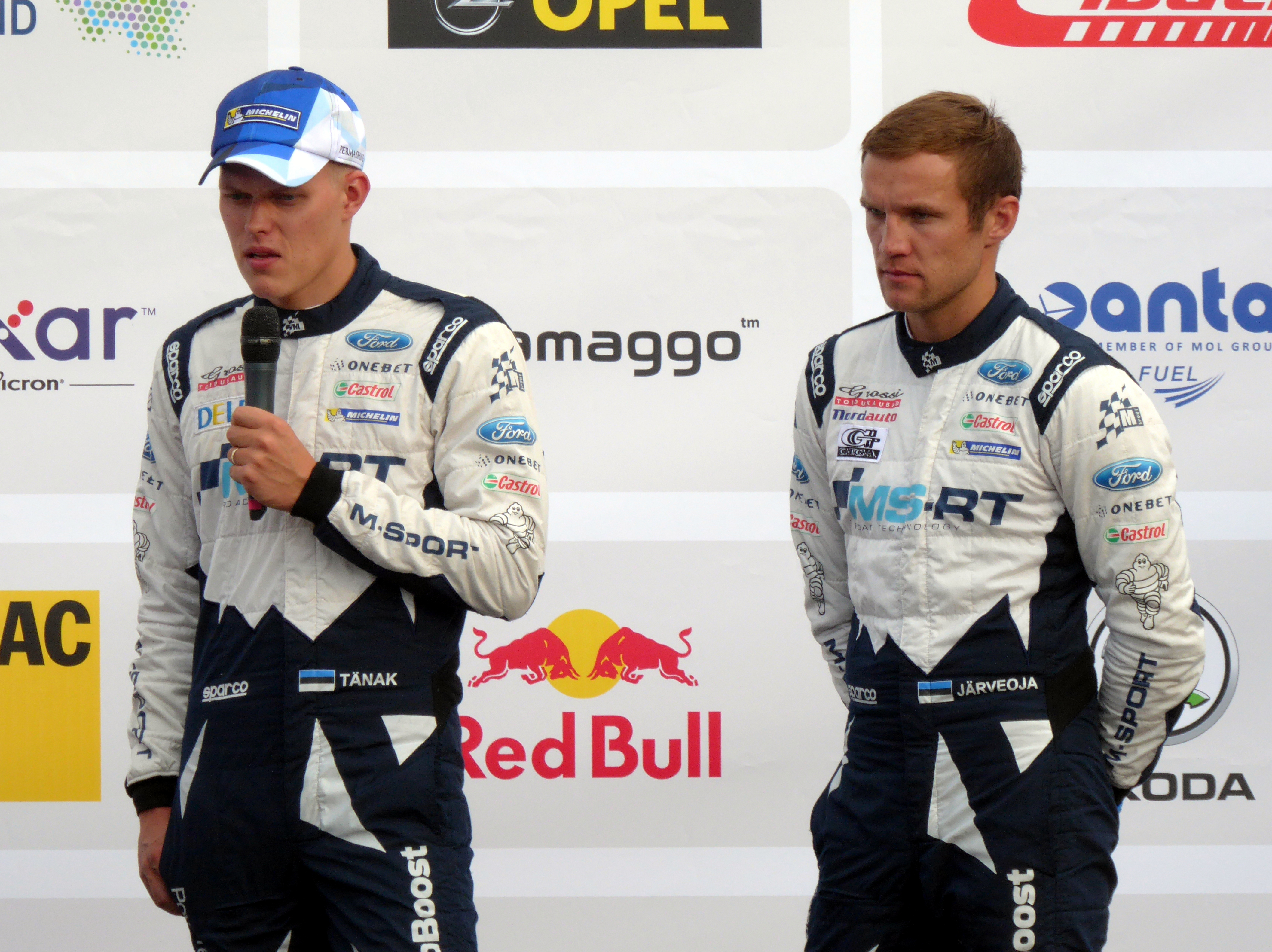
Отт Тянак и Мартин Ярвеойя

Эстонский экипаж начал сезон с двух подряд подиумов: на Ралли Монте-Карло они были третьими, а в Швеции - вторыми (при этом, опередив на полминуты своего именитого напарника Ожье). Но затем уровень выступлений несколько снизился: в Мексике они были четвертыми, а на Корсике и вовсе впервые в сезоне попали в аварию. Реабилитация произошла на Ралли Аргентины, где Тянак приехал на третьем месте, оставив Себастьена у подножия пьедестала (Элфин Эванс выступил еще лучше и всерьез претендовал на победу, но на самом финише его на 0,7 секунды обошёл бельгиец Тьерри Невилль).
Несмотря на то, что периодически Тянак выступал лучше Ожье, тот был существенно стабильнее и к началу Ралли Сардинии эстонец уступал ему уже почти 50 баллов. Именно на итальянском этапе Отту наконец улыбнулась удача и после нескольких упущенных побед он наконец смог взобраться на вершину подиума. Этот триумф позволил ему сократить отставание от лидера чемпионата, но закрепить успех не удалось. У Тянака очень неоднозначные отношения с польским этапом: с одной стороны он там очень быстр и конкурентоспособен, а с другой стороны ему там очень часто не везёт. Вот и на Ралли Польши 2017 эстонец вёл ожесточенную борьбу за победу с Тьерри Невиллем, когда на одном из последних допов в воскресенье он слишком широко вышел из поворота и врезался в дерево. А на следующем этапе, в Финляндии, он уже в первый день налетел на камень и отстал на полторы минуты, закончив гонку только седьмым.

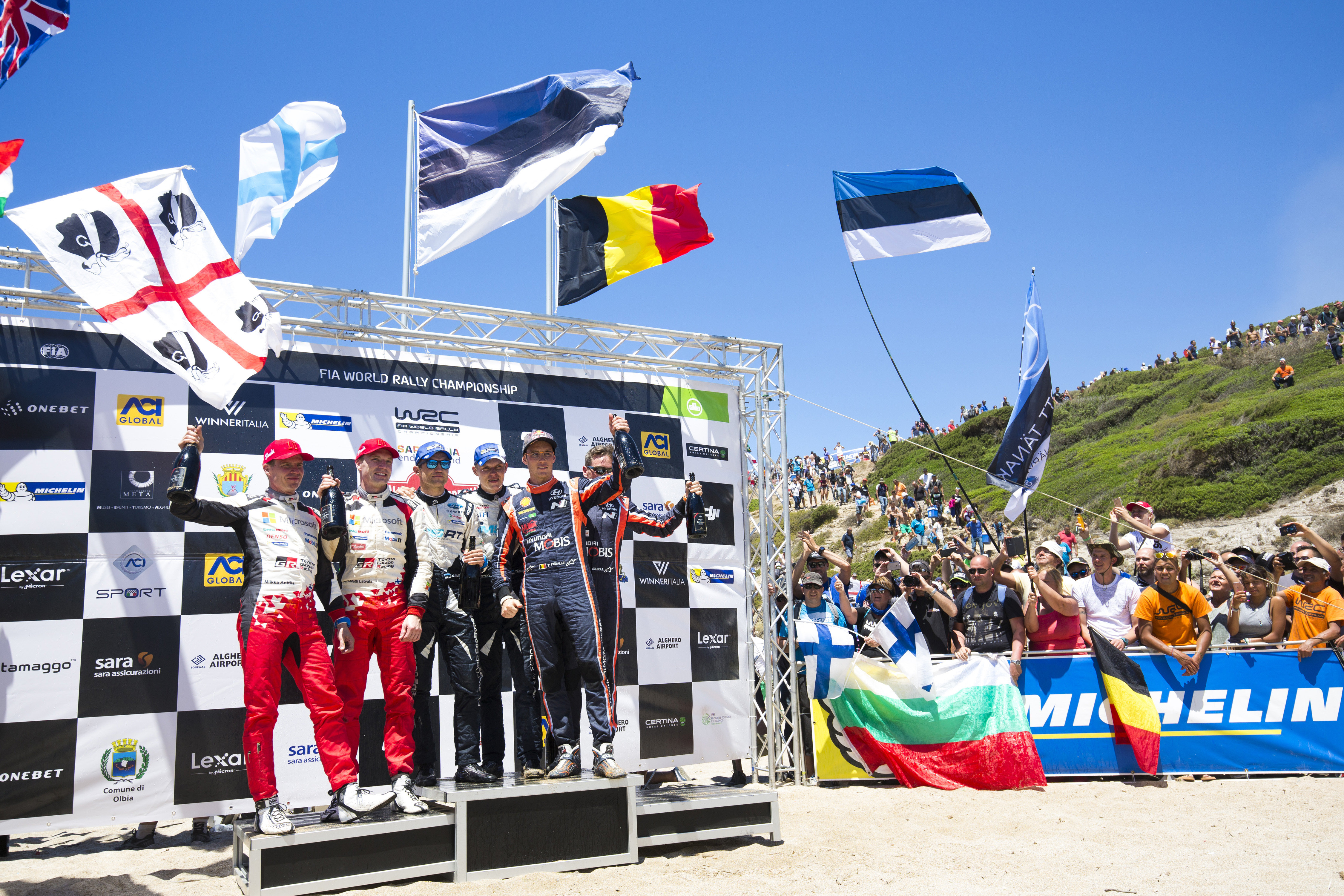
Подиум Ралли Сардинии

После двух подряд неудач Отт смог добиться уверенной победы на Ралли Германии, принеся Ford первую победу на этом этапе. А для него самого это был первый подиум на асфальтовом покрытии. Но несмотря на это в чемпионате он уже значительно отставал от Ожье и Невилля и мог рассчитывать на титул  только в случае провальных выступлений обоих претендентов на титул. Этого не произошло и эстонец остался третьим в генеральной классификации, что тем не менее было большим шагом вперед по сравнению с предыдущими годами и Тянак продемонстрировал, что он может на равных сражаться с лидерами мирового ралли. Эстонцем заинтересовались в команде Toyota Gazoo Racing, которая дебютировала в том сезоне, и он принял их предложение и покинул британский коллектив, на машинах которого выступал с 2011 года. Ключевым фактором Тянак назвал то, что в одной команде с Ожье он всегда оставался бы вторым номером, потому что у M-Sport был ограниченный бюджет и обновления не всегда успевали ставить на все машины.

### 2018: Переход в Toyota
Многие полагали, что Тянаку понадобится какое-то время, чтобы адаптироваться к машине и начать показывать хорошие результаты, но эстонец уже на стартовом этапе - Ралли Монте-Карло - приехал на второй позиции позади Себастьена Ожье. Опередив, в том числе, и своего нового напарника Яри-Матти Латвалу почти на минуту. Но на Ралли Швеции и Тянак, и Ожье оказались жертвами неудачной стартовой позиции, и финишировали в конце зачётной десятки (и это несмотря на то, что Тянак выиграл больше всех спецучастков по ходу этапа). Неудачи продолжились и в Мексике, где находящийся на лидирующих позициях Отт был вынужден сойти с дистанции из-за перегрева турбины. Вернувшись по системе Rally 2 Тянак постарался минимизировать потери и выиграл Power Stage.
На Корсике эстонец завоевал еще одно второе место (и опять позади бывшего напарника), а на Ралли Аргентины победил в доминирующем стиле, выиграв 10 спецучастков из 18. Но как и на старте сезона, когда после подиума он на одном этапе был девятым, а на другом - сошёл, так и теперь: за триумфальным выступлением в Аргентине последовал сход в Португалии и девятое место в Италии. В первом случае причиной послужило повреждение системы охлаждения от удара об камень, а на Сардинии повредил радиатор после неудачного прыжка на трамплине. Таким образом, после семи этапов у него была победа и два вторых места, а на остальных четырех гонках он набрал в сумме только тринадцать очков. Всё это привело к тому, что к середине чемпионата он уступал Невиллю и Ожье более 70 и 40 баллов соответственно.

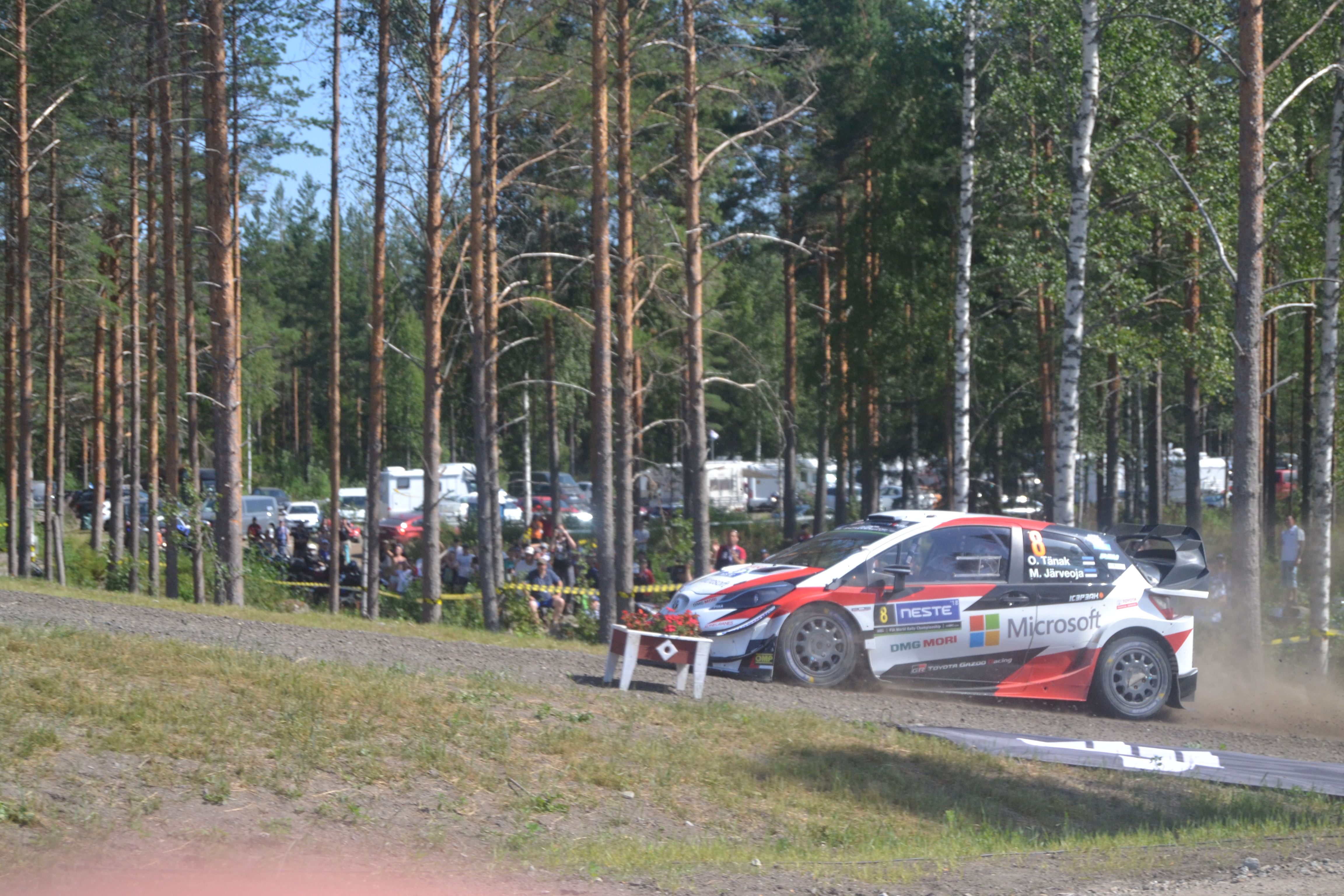
Ралли Финляндии

Но Тянак не опустил руки и выдал потрясающий отрезок из трёх подряд побед: в Финляндии, Германии и Турции. Две первые были одержаны при полном доминировании эстонца. В Турции в первой половине гоночного уик-энда шло упорное сражение и полидировать успели сразу несколько гонщиков (Крейг Брин, Андреас Миккельсен, Невилль, Ожье), но все они в дальнейшем или вовсе сошли с дистанции, или откатились во вторую половину зачётной десятки. Такой невероятный марш-бросок вкупе с довольно слабыми результатами основных соперников на этом же отрезке позволили Тянаку вновь включиться в борьбу за титул. Теперь он отставал от Невилля только на 13 очков, а Ожье опередил на 10.
На Ралли Великобритании Тянак опять уверенно лидировал и опережал к середине субботы шедшего вторым Ожье на 43 секунды, а Невилль и вовсе оказался в конце десятки после вылета в канаву. Но как и на Ралли Сардинии, эстонец получил повреждение радиатора и выбыл из борьбы. Неудачным оказался и следующий этап: Тянак опять уверенно лидировал, но пробил колесо и смог финишировать только на шестом месте (попутно выиграв третий за сезон Power Stage). Два таких обидных поражения свели шансы Отта на чемпионский титул практически к нулю и рассчитывать он мог только на такое же катастрофическое невезение у обоих конкурентов кряду. Но в дождливом непредсказуемом Ралли Австралии в итоге сошёл не только Невилль, но и сам Тянак (на последних допах воскресенья), а Ожье в осторожном темпе добрался на пятом месте к своему шестому титулу мирового первенства.
Небольшим утешением для Отта могло служить только то, что ему с напарниками удалось привести команду Toyota к победе в зачёте производителей. По большинству показателей эстонец и Toyota были лидерами в 2018 году, но череда неудач и технических проблем не позволили всерьез побороться за победу.  В отличие от предыдущих сезонов не совершал крупных ошибок эстонский гонщик, но как только Тянак вплотную приближался к соперникам, то случались повреждения или радиатора, или колеса, или системы охлаждения двигателя.
На церемонии вручении наград, посвященных закрытию сезона 2018 года, Тянак получил от промоутеров WRC награду «Гонщик года» и удостоился награды за наибольшее количество выигранных спецучастков в сезоне-2018, а также приза Michelin Magic Moment за три подряд победы. Награды вручались исходя из зрительского голосования на официальном сайте чемпионата мира.

### 2019: Чемпионский титул
В 2018 году Тянак был первым по количеству выигранных СУ и чаще других лидировал по ходу этапов, но при этом часто не получалось довести дело до логического завершения. В 2019 году он также был лучшим по этим показателям, но теперь к этому еще добавилась и стабильность: у него был только один финиш вне очковой зоны и еще три вне подиума. Эстонец одержал рекордные для себя шесть побед за год: впервые он первенствовал на Ралли Швеции, Чили, Португалии и Великобритании, а также во второй раз выиграл в Финляндии и третий подряд в Германии. Все эти шесть этапов были выиграны в уверенном стиле. И после победы на Ралли Швеции Тянак впервые в своей карьере стал лидером чемпионата.

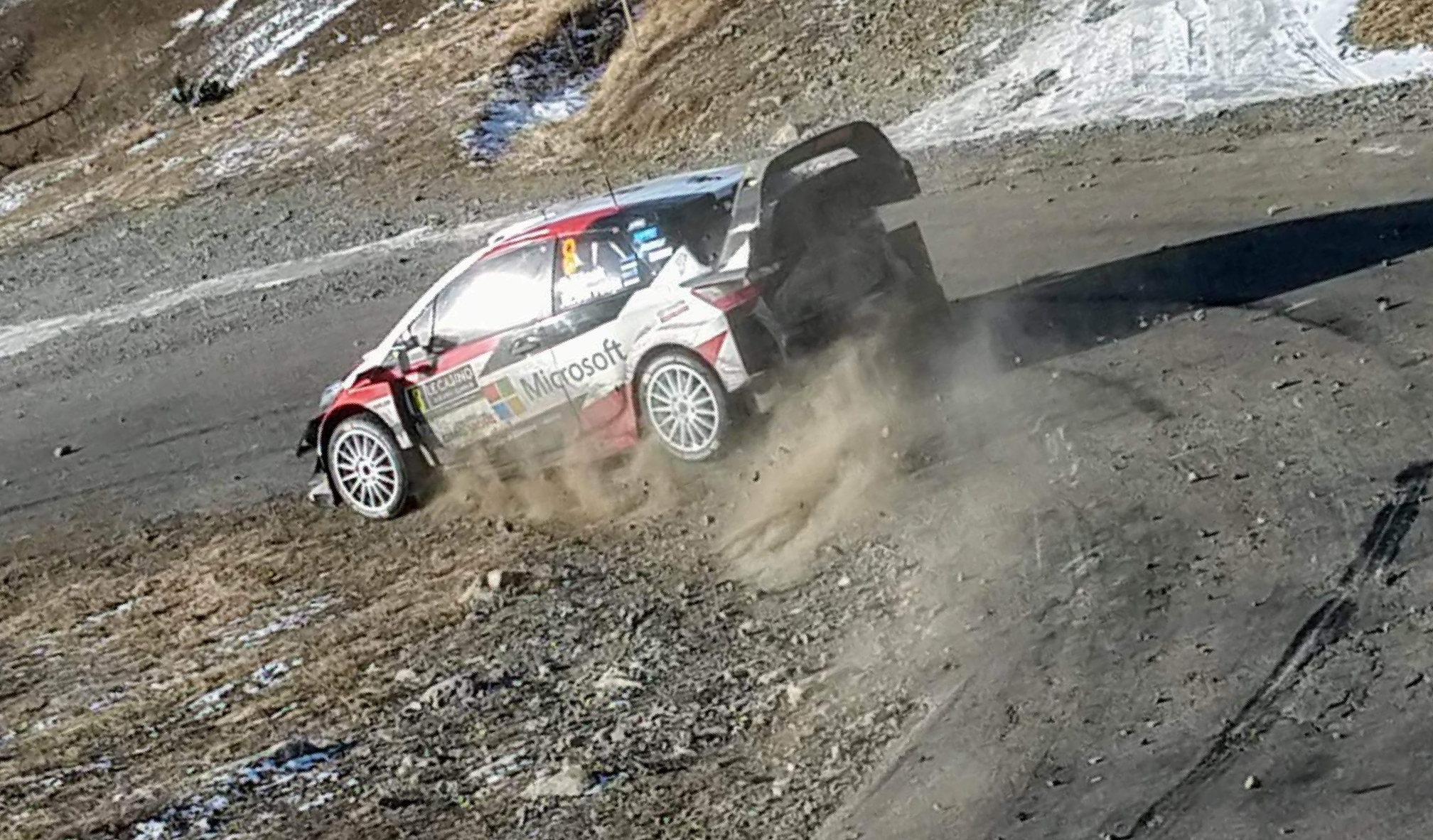
Ралли Монте-Карло

Что касается остальных семи этапов. В Монте-Карло Тянак из-за прокола колеса не смог побороться за победу, но был быстрейшим во второй половине соревнования и завоевал третье место (в упорной борьбе с Себастьеном Лёбом, впервые выступающим за Hyundai). На Ралли Мексики Тянак впервые "открывал трассу" и поэтому оказался в позиции догоняющего, но все-таки смог буквально выгрызть второе место у Элфина Эванса. На Корсике Отт, как и в стартовом этапе сезона, проколол колесо и финишировал только шестым, а в Аргентине у него была целая россыпь проблем (проблемы с приводом на 8 СУ, отказ электрики на 14 СУ и штраф 10 секунд за срезку) и он стал только восьмым.
После Корсики и Аргентины он откатился на третье место в чемпионате, но затем из пяти следующих этапов выиграл четыре и только в Италии финишировал на пятом месте (на последнем спецучастке у лидирующего Тянака отказал усилитель руля и его развернуло). А на Ралли Турции эстонец сошёл из-за проблем с электрикой, но хотя бы смог выиграть Power Stage.

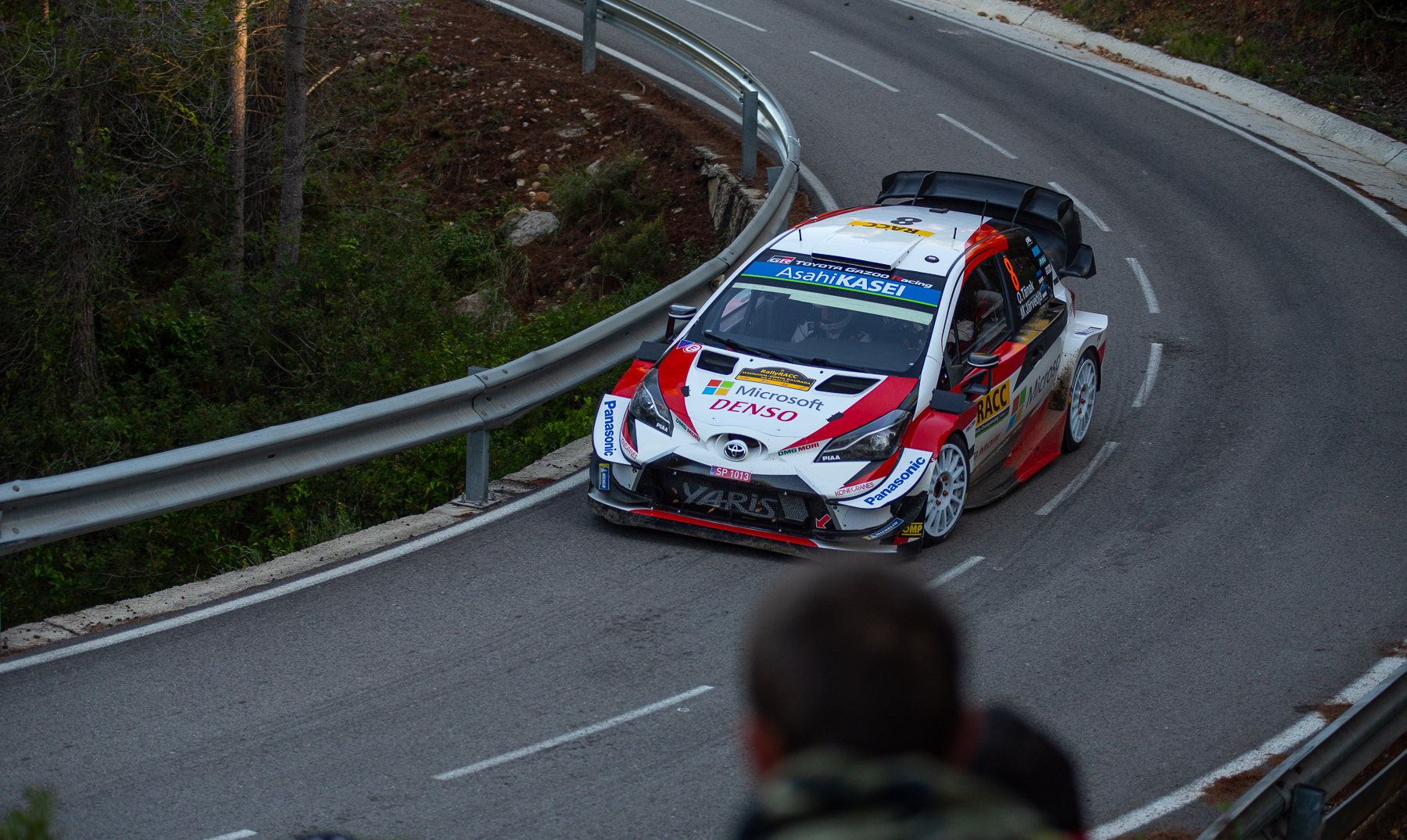
Ралли Испании

Во время Ралли Испании Тянак набрал нужные очки и досрочно стал чемпионом мира. Это было историческим достижением для эстонского спорта. А также он стал первым гонщиком из Восточной Европы, кто смог это сделать, и прервал рекордную 15-летнюю серию побед в турнире французских пилотов.
Хотя в паддоке и ходили слухи, что отношения между ведущим гонщиком коллектива и руководителем команды Томми Мякиненом носят достаточно напряжённый характер, но все-таки многим не верилось, что новоиспеченный чемпион решит сменить место работы. Тем не менее в октябре 2019 года Отт Тянак покинул Toyota и подписал двухлетнее соглашение с Hyundai. Его напарником стал один из двух принципиальных соперников - Тьерри Невилль. А на его место из Citroen перешёл Себастьен Ожье.

### 2020: Новые вызовы в Hyundai
Первая гонка в составе новой команды не задалась и Тянак закончил соревнования в Монте-Карло после ужасной аварии на четвертом спецучастке. Машина налетела на одну из кочек, её сбило с траектории и она вылетела с дороги и несколько раз перевернулась, свалившись с обрыва. К счастью, современная система защиты и прочнейший каркас сделали своё дело и гонщики отделались легкими ушибами.

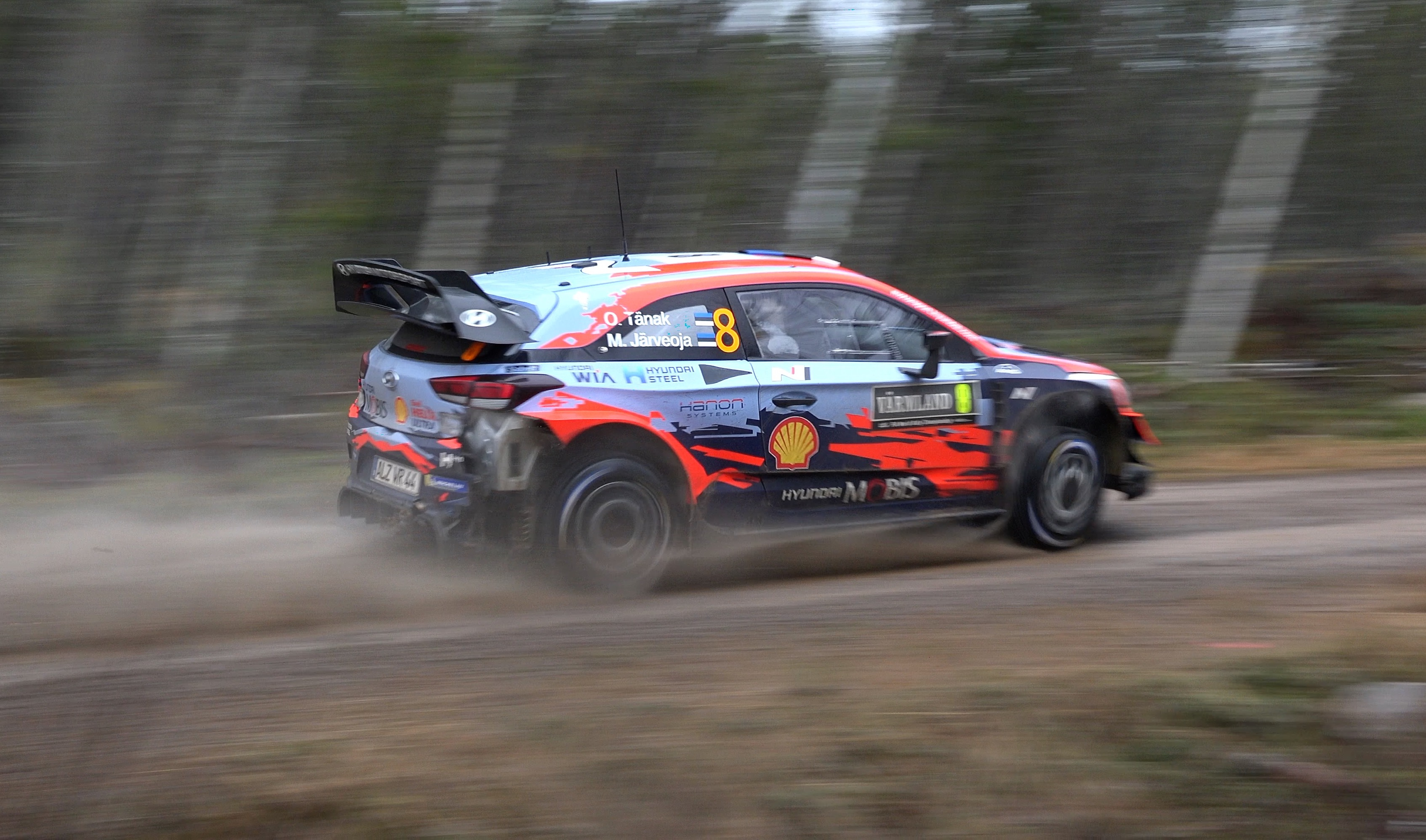
Ралли Швеции

В двух следующих гонках в Швеции и Мексике он приехал вторым вслед за гонщиком Toyota (Элфином Эвансом и Себастьеном Ожье соответственно). А затем чемпионат из-за пандемии Covid-19 на полгода ушёл в отпуск и возвращение к соревнованиям состоялось только в сентябре. Из-за многочисленных отмен этапов организаторы чемпионата были вынуждены включить в расписание несколько незапланированных изначально соревнований. И таким образом четвёртым этапом стало Ралли Эстонии, которое ранее проводилось только в рамках чемпионата Европы или в рамках национального чемпионата, и на котором, к слову, Тянак побеждал уже трижды. Это стало для него некоторым преимуществом и он одержал свою первую победу и в сезоне, и в составе команды Hyundai.
А вот Ралли Турции, как и в прошлом году, окончилось неудачно и из-за поломки рулевого управления он был вынужден сойти с дистанции. С учётом, что сезон 2020 года состоял только из семи этапов - два схода практически лишили его шансов на титул. Но Ралли Турции вообще было богато на сходы и проколы (сошёл из-за проблем с двигателем Ожье, Невилль упустил победу, а выиграл неожиданно Элфин Эванс). В двух итальянских этапах он приехал на шестом и втором местах и этого хватило, чтобы по итогам чемпионата занять 3 место вслед за пилотами Toyota и впереди Тьерри Невилля (который проводил в команде уже седьмой сезон).

### Сезон 2021 года
Отт Тянак начал сезон со второй подряд неудачи на Ралли Монте-Карло. На этот не было такой серьезной аварии, но Тянак столкнулся сразу с несколькими проколами и сошёл с дистанции. Он смог взять реванш на впервые проводящемся в рамках мирового первенства финском Ралли Арктики, которое заменило отменный этап в Швеции. На заполярной снежной гонке ему не было равных и он одержал уверенную победу. Вторым пришёл двадцатилетний финский пилот Калле Рованпера, победивший также на Power Stage, и этого хватило, чтобы он впервые стал лидером чемпионата.

### Сезон 2022 года
По итогам сезона занял 2 место и покинул команду Hyundai.

### Сезон 2024 года
По итогам сезона занял 3 место, хотя имел все шансы стать чемпионом. Но на первом спецучастке заключительного дня Ралли Японии он вылетел с трассы и сошел с дистанции, тем самым потеряв шанс набрать очки.

## Личная жизнь
В 2016 году состоялась свадьба Отта Тянака с девушкой по имени Яника, которая позднее родила ему двух детей: сына Рона и дочь Мию. В 2017 году Отт был выбран для получения награды "Спортсмен года в Эстонии", а с 2018 года три раза подряд они с Мартином Ярвеойя были признаны эстонской командой года.
В апреле 2019 года состоялась премьера документального фильма «Отт Тянак – The Movie». Фильм сосредоточен на раннем отрезке жизни спортсмена и преимущественно состоит из интервью с его родными, друзьями и коллегами.

## Победы

### Чемпионат мира
Тянак побеждал на 13 разных ралли.
| #  | Ралли                    | Сезон | Штурман        | Автомобиль           |
| -- | ------------------------ | ----- | -------------- | -------------------- |
| 1  | Ралли Сардинии           | 2017  | Мартин Ярвеойя | Ford Fiesta WRC      |
| 2  | Ралли Германии           | 2017  | Мартин Ярвеойя | Ford Fiesta WRC      |
| 3  | Ралли Аргентины          | 2018  | Мартин Ярвеойя | Toyota Yaris WRC     |
| 4  | Ралли Финляндии          | 2018  | Мартин Ярвеойя | Toyota Yaris WRC     |
| 5  | Ралли Германии (2)       | 2018  | Мартин Ярвеойя | Toyota Yaris WRC     |
| 6  | Ралли Турции             | 2018  | Мартин Ярвеойя | Toyota Yaris WRC     |
| 7  | Ралли Швеции             | 2019  | Мартин Ярвеойя | Toyota Yaris WRC     |
| 8  | Ралли Чили               | 2019  | Мартин Ярвеойя | Toyota Yaris WRC     |
| 9  | Ралли Португалии         | 2019  | Мартин Ярвеойя | Toyota Yaris WRC     |
| 10 | Ралли Финляндии (2)      | 2019  | Мартин Ярвеойя | Toyota Yaris WRC     |
| 11 | Ралли Германии (3)       | 2019  | Мартин Ярвеойя | Toyota Yaris WRC     |
| 12 | Ралли Великобритании     | 2019  | Мартин Ярвеойя | Toyota Yaris WRC     |
| 13 | Ралли Эстонии            | 2020  | Мартин Ярвеойя | Hyundai i20 Coupe    |
| 14 | Ралли Арктики            | 2021  | Мартин Ярвеойя | Hyundai i20 Coupe    |
| 15 | Ралли Сардинии (2)       | 2022  | Мартин Ярвеойя | Hyundai i20 N Rally1 |
| 16 | Ралли Финляндии (3)      | 2022  | Мартин Ярвеойя | Hyundai i20 N Rally1 |
| 17 | Ралли Бельгии            | 2022  | Мартин Ярвеойя | Hyundai i20 N Rally1 |
| 18 | Ралли Швеции (2)         | 2023  | Мартин Ярвеойя | Ford Puma Rally1     |
| 19 | Ралли Чили (2)           | 2023  | Мартин Ярвеойя | Ford Puma Rally1     |
| 20 | Ралли Сардинии (3)       | 2024  | Мартин Ярвеойя | Hyundai i20 N Rally1 |
| 21 | Ралли Центральной Европы | 2024  | Мартин Ярвеойя | Hyundai i20 N Rally1 |

### Другие ралли
| Победы в младших категориях и национальных этапах | Победы в младших категориях и национальных этапах | Победы в младших категориях и национальных этапах | Победы в младших категориях и национальных этапах | Победы в младших категориях и национальных этапах | Победы в младших категориях и национальных этапах | Победы в младших категориях и национальных этапах | Победы в младших категориях и национальных этапах |
| №                                                 | Ралли                                             | Сезон                                             | Штурман                                           | Автомобиль                                        |                                                   |                                                   |                                                   |
| PWRC                                              | PWRC                                              | PWRC                                              | PWRC                                              | PWRC                                              | PWRC                                              | PWRC                                              | PWRC                                              |
| ------------------------------------------------- | ------------------------------------------------- | ------------------------------------------------- | ------------------------------------------------- | ------------------------------------------------- | ------------------------------------------------- | ------------------------------------------------- | ------------------------------------------------- |
| 1                                                 | Ралли Финляндии                                   | 2010                                              | Кулдар Сикк                                       | Mitsubishi Lancer Evo X                           |                                                   |                                                   |                                                   |
| 2                                                 | Ралли Великобритании                              | 2010                                              | Кулдар Сикк                                       | Mitsubishi Lancer Evo X                           |                                                   |                                                   |                                                   |
| WRC-2 (SWRC)                                      |                                                   |                                                   |                                                   |                                                   |                                                   |                                                   |                                                   |
| 1                                                 | Ралли Италии                                      | 2011                                              | Кулдар Сикк                                       | Ford Fiesta S2000                                 |                                                   |                                                   |                                                   |
| 2                                                 | Ралли Германии                                    | 2011                                              | Кулдар Сикк                                       | Ford Fiesta S2000                                 |                                                   |                                                   |                                                   |
| 3                                                 | Ралли Франции                                     | 2011                                              | Кулдар Сикк                                       | Ford Fiesta S2000                                 |                                                   |                                                   |                                                   |
| 4                                                 | Ралли Польши                                      | 2014                                              | Райго Мёлдер                                      | Ford Fiesta R5                                    |                                                   |                                                   |                                                   |
| ERC                                               |                                                   |                                                   |                                                   |                                                   |                                                   |                                                   |                                                   |
| 1                                                 | Ралли Эстонии                                     | 2014                                              | Райго Мёлдер                                      | Ford Fiesta R5                                    |                                                   |                                                   |                                                   |
| Национальные этапы                                |                                                   |                                                   |                                                   |                                                   |                                                   |                                                   |                                                   |
| 1                                                 | Ралли Сааремаа                                    | 2008                                              | Райго Мёлдер                                      | Subaru Impreza STi                                |                                                   |                                                   |                                                   |
| 2                                                 | Ралли Сааремаа                                    | 2011                                              | Кулдар Сикк                                       | Ford Focus RS WRC 03                              |                                                   |                                                   |                                                   |
| 3                                                 | Ралли Сааремаа                                    | 2017                                              | Георг Гросс                                       | Ford Fiesta RS WRC                                |                                                   |                                                   |                                                   |
| 4                                                 | Ралли Эстонии                                     | 2018                                              | Мартин Ярвеойя                                    | Toyota Yaris WRC                                  |                                                   |                                                   |                                                   |
| 5                                                 | Ралли Эстонии                                     | 2019                                              | Мартин Ярвеойя                                    | Toyota Yaris WRC                                  |                                                   |                                                   |                                                   |

## Результаты выступлений

### Статистика
Показатели, по которым Тянак был лучшим в сезоне (за исключением стартов и сходов), выделены зелёным цветом. Полужирным - лучшие лично для него.
| Сезон | Команда                | Старты | Победы | Подиумы | СУ  | Лид. | PS | Сходы | Очки | Место |
| ----- | ---------------------- | ------ | ------ | ------- | --- | ---- | -- | ----- | ---- | ----- |
| 2009  | ЛЗ/MM Motorsport       | 2      | 0      | 0       | 0   | 0    | -  | 1     | 0    | –     |
| 2010  | ЛЗ/Pirelli Star Driver | 7      | 0      | 0       | 0   | 0    | -  | 3     | 0    | –     |
| 2011  | ЛЗ/M-Sport             | 8      | 0      | 0       | 0   | 0    | 0  | 1     | 15   | 15    |
| 2012  | M-Sport                | 13     | 0      | 1       | 8   | 1    | 1  | 5     | 52   | 8     |
| 2014  | M-Sport/DMACK          | 10     | 0      | 0       | 1   | 0    | 0  | 2     | 17   | 15    |
| 2015  | M-Sport                | 13     | 0      | 1       | 11  | 4    | 0  | 1     | 63   | 10    |
| 2016  | DMACK                  | 13     | 0      | 2       | 30  | 15   | 1  | 2     | 88   | 8     |
| 2017  | M-Sport                | 13     | 2      | 7       | 30  | 40   | 2  | 1     | 191  | 3     |
| 2018  | Toyota                 | 13     | 4      | 6       | 70  | 86   | 3  | 2     | 181  | 3     |
| 2019  | Toyota                 | 13     | 6      | 9       | 73  | 109  | 6  | 0     | 263  | 1     |
| 2020  | Hyundai                | 7      | 1      | 4       | 12  | 16   | 1  | 1     | 105  | 3     |
| 2021  | Hyundai                | 11     | 1      | 4       | 49  | 37   | 4  | 2     | 128  | 5     |
| 2022  | Hyundai                | 13     | 3      | 8       | 41  | 46   | 2  | 2     | 205  | 2     |
| 2023  | M-Sport                | 13     | 2      | 4       | 30  | 28   | 1  | 1     | 174  | 4     |
| 2024  | Hyundai                | 13     | 2      | 6       | 29  | 27   | 1  | 2     | 200  | 3     |
| Всего | Всего                  | 162    | 21     | 52      | 384 | 409  | 22 | 26    | 1682 |       |

###### Статистика по производителям
| Производитель | Чемпион | Победы | Подиумы | СУ  | PS |
| ------------- | ------- | ------ | ------- | --- | -- |
| Ford          | 0       | 4      | 15      | 110 | 5  |
| Toyota        | 1       | 10     | 15      | 143 | 9  |
| Hyundai       | 0       | 7      | 22      | 131 | 8  |

### Чемпионат мира
| Год  | Команда                 | Автомобиль              | 1        | 2        | 3      | 4        | 5        | 6        | 7        | 8        | 9        | 10       | 11       | 12     | 13       | 14    | Место | Очки |
| ---- | ----------------------- | ----------------------- | -------- | -------- | ------ | -------- | -------- | -------- | -------- | -------- | -------- | -------- | -------- | ------ | -------- | ----- | ----- | ---- |
| 2009 | Ott Tänak               | Subaru Impreza WRX STi  |          |          |        | ПОР 20   |          |          |          |          | ФИН Сход |          |          |        |          |       | -     | 0    |
| 2010 | Pirelli Star Driver     | Mitsubishi Lancer Evo X | ШВЕ Сход |          |        | ТУЦ Сход |          | ПОР Сход |          | ФИН 18   | ГЕР 31   |          | ФРА 19   |        | ВЕЛ 17   |       | -     | 0    |
| 2011 | MM Motorsport           | Ford Fiesta S2000       | ШВЕ      | МЕК 10   | ПОР    | ИОР      | ИТА 7    | АРГ      | ГРЕ Сход | ФИН 13   | ГЕР 12   | АВС      | ФРА 11   | ИСП 27 | ВЕЛ 6    |       | 15    | 15   |
| 2012 | M-Sport Ford WRT        | Ford Fiesta RS WRC      | МОН 8    | ШВЕ Сход | МЕК 5  | ПОР 14   | АРГ 10   | ГРЕ 9    | НЗЛ Сход | ФИН 6    | ГЕР Сход | ВЕЛ Сход | ФРА 6    | ИТА 3  | ИСП Сход |       | 8     | 52   |
| 2014 | Разные                  | Ford Fiesta R5 и RS     |          | ШВЕ 5    | МЕК 15 | ПОР Сход | АРГ 17   | ИТА 21   | ПОЛ 11   | ФИН 12   | ГЕР 10   | АВС Сход |          |        | ВЕЛ 7    |       | 15    | 17   |
| 2015 | M-Sport WRT             | Ford Fiesta RS WRC      | МОН 18   | ШВЕ 4    | МЕК 22 | АРГ 11   | ПОР 5    | ИТА 14   | ПОЛ 3    | ФИН 5    | ГЕР 8    | АВС 6    | ФРА 10   | ИСП 41 | ВЕЛ Сход |       | 10    | 63   |
| 2016 | DMACK WRT               | Ford Fiesta RS WRC      | МОН 7    | ШВЕ 5    | МЕК 6  | АРГ 15   | ПОР Сход | ИТА 5    | ПОЛ 2    | ФИН Сход | ГЕР 23   | КИТ С    | ФРА 10   | ИСП 6  | ВЕЛ 2    | АВС 7 | 8     | 88   |
| 2017 | M-Sport WRT             | Ford Fiesta WRC         | МОН 3    | ШВЕ 2    | МЕК 4  | ФРА 11   | АРГ 3    | ПОР 4    | ИТА 1    | ПОЛ Сход | ФИН 7    | ГЕР 1    | ИСП 3    | ВЕЛ 6  | АВС 2    |       | 3     | 191  |
| 2018 | Toyota Gazoo Racing WRT | Toyota Yaris WRC        | МОН 2    | ШВЕ 9    | МЕК 14 | ФРА 2    | АРГ 1    | ПОР Сход | ИТА 9    | ФИН 1    | ГЕР 1    | ТУЦ 1    | ВЕЛ 19   | ИСП 6  | АВС Сход |       | 3     | 181  |
| 2019 | Toyota Gazoo Racing WRT | Toyota Yaris WRC        | МОН 3    | ШВЕ 1    | МЕК 2  | ФРА 6    | АРГ 8    | ЧИЛ 1    | ПОР 1    | ИТА 5    | ФИН 1    | ГЕР 1    | ТУР 16   | ВЕЛ 1  | ИСП 2    | АВС С | 1     | 263  |
| 2020 | Hyundai Shell Mobis WRT | Hyundai i20 Coupe WRC   | МОН Сход | ШВЕ 2    | МЕК 2  | ЭСТ 1    | ТУЦ 17   | ИТА 6    | МНЦ 2    |          |          |          |          |        |          |       | 3     | 105  |
| 2021 | Hyundai Shell Mobis WRT | Hyundai i20 Coupe WRC   | МОН Сход | АРК 1    | ХОР 4  | ПОР 21   | ИТА 24   | КЕН 3    | ЭСТ 31   | БЕЛ 6    | ГРЕ 2    | ФИН 2    | ИСП Сход |        |          |       | 5     | 128  |
| 2022 | Hyundai Shell Mobis WRT | Hyundai i20 N Rally1    | МОН Сход | ШВЕ 20   | ХОР 2  | ПОР 6    | ИТА 1    | КЕН Сход | ЭСТ 3    | ФИН 1    | БЕЛ 1    | ГРЕ 2    | НЗЛ 3    | ИСП 4  | ЯПО 2    |       | 2     | 205  |
| 2023 | M-Sport WRT             | Ford Puma Rally1        | МОН 5    | ШВЕ 1    | МЕК 9  | ХОР 2    | ПОР 4    | ИТА 35   | КЕН 6    | ЭСТ 8    | ФИН Сход | ГРЕ 4    | ЧИЛ 1    | ЕВР 3  | ЯПО 6    |       | 4     | 174  |
| 2024 | Hyundai Shell Mobis WRT | Hyundai i20 N Rally1    | МОН 4    | ШВЕ 41   | КЕН 8  | ХОР 4    | ПОР 2    | ИТА 1    | ПОЛ 40   | ЛАТ 3    | ФИН Сход | ГРЕ 3    | ЧИЛ 3    | ЕВР 1  | ЯПО Сход |       | 3     | 200  |

* Сезон продолжается.

### Результаты в PWRC
| Год  | Команда             | Автомобиль              | 1   | 2   | 3   | 4   | 5     | 6     | 7   | 8     | 9     | Место | Очки |
| ---- | ------------------- | ----------------------- | --- | --- | --- | --- | ----- | ----- | --- | ----- | ----- | ----- | ---- |
| 2010 | Pirelli Star Driver | Mitsubishi Lancer Evo X | ШВЕ | МЕК | ИОР | НЗЛ | ФИН 1 | ГЕР 5 | ЯПО | ФРА 2 | ВЕЛ 1 | 4     | 78   |

### Результаты в SWRC (WRC-2)
| Год  | Команда       | Автомобиль        | 1     | 2   | 3     | 4        | 5     | 6     | 7     | 8     | 9     | 10       | 11  | 12  | 13  | Место | Очки |
| ---- | ------------- | ----------------- | ----- | --- | ----- | -------- | ----- | ----- | ----- | ----- | ----- | -------- | --- | --- | --- | ----- | ---- |
| 2011 | MM Motorsport | Ford Fiesta S2000 | МЕК 3 | ИОР | ИТА 1 | ГРЕ Сход | ФИН 3 | ГЕР 1 | ФРА 1 | ИСП 6 |       |          |     |     |     | 2     | 113  |
| 2014 | Drive Dmack   | Ford Fiesta R5    | МОН   | ШВЕ | МЕК 4 | ПОР      | АРГ 8 | ИТА 8 | ПОЛ 1 | ФИН 3 | ГЕР 2 | АВС Сход | ФРА | ИСП | ВЕЛ | 6     | 78   |

## Государственные награды
- Кавалер ордена Белой звезды 3 класса (Эстония, 2020 год)[93][94].
- Знак «За заслуги перед Таллином» (2021 год)[95][96]
- Крест «За заслуги» II класса (Министерство иностранных дел Эстонии, 2022 год)[97].